# 揚·埃萬傑利斯塔·普爾基涅
揚·埃萬傑利斯塔·普爾基涅（捷克語：Jan Evangelista Purkyně，1787年12月17日—1869年7月28日），又译浦肯野、浦金耶（Purkinje），捷克解剖学家和生理学家，布拉格大学医学专业。浦肯野一生成就颇多，其知名的成就包括1823年对指纹识别做出重要贡献，1825年发现薄暮现象，1833年发现汗腺，1838年发现黑质中的黑色素，1839年，浦肯野把填满细胞的胶状液体定名为原生质（生命的原始物质），同年发现浦肯野细胞和浦肯野纤维。此外，他还是“血浆”（plasma）一词的发明者。马萨里克大学于1960年至1990年间以他的名字命名。月球的浦肯野环形山也以他的名字命名。